# 摩斯拉2 海底大決戰
《魔斯拉2 海底大決戰》（日语：モスラ2 海底の大決戦），1997年12月13日上映的日本電影，平成魔斯拉系列電影的第二部作品，由東寶電影公司製作、發行，全片放映時間100分鐘。
延續1996年上映的前作《魔斯拉》，魔斯拉在這部電影中與怪獸「達哥拉」苦戰，還會變身為「彩虹魔斯拉」及「水中魔斯拉」(Aqua Mothra)，這部電影是自1954年上映的《哥斯拉》以來，由田中友幸監製的最後一部怪獸電影。

## 登場怪獸
- 守護神獸：摩斯拉(第六代)
- 摩斯拉分身體 菲亞利：莫兒和蘿拉乘坐的迷你型摩斯拉
- 魔海獸 達哥拉：傳說文明「尼拉加納」的科學家創造的怪獸。會吸入海洋的污染物並在體內轉變成猛毒結晶體、再從體表排出。
- 傳說獸 果果：身長20公分，知道尼拉加納秘寶所在處的謎樣生物。全身長毛，狀似壘球
- 猛毒結晶體 貝雷姆：尼拉加納文明製造的怪獸「達哥拉」體內的生物，外形像海星、有劇毒。
- 迷你機械飛龍 嘎魯嘎魯II：貝魯貝拉將在前作中損毀的第一代修復、升級，外觀上比之前的嘎魯嘎魯多出很多機械的部分。

## 演員
- 莫兒：小林惠
- 羅拉：山口紗彌加
- 貝魯貝拉：羽野晶紀
- 浦內汐里：滿島光
- 宮城洋二：島田正直
- 渡久地航平：大竹雅樹
- 小谷幹夫：奧野敦士
- 長瀨淳一：岡山一
- 浦內敏子：紺野美沙子
- 木村昭子：細川典江
- 系滿達三：佐藤正宏
- 由那：野波麻帆

## 製作人員

### 本編
- 企畫、原案：田中友幸
- 製作：林芳信
- 劇本：末谷真澄
- 音樂：渡邊俊幸
- 演奏：澤田完
- 攝影：關口芳則
- 剪輯：米田美保
- 總助理導演：手塚昌明
- 莫兒、羅拉、貝魯貝拉、由那服裝設計：本谷智子
- CD製作：環球音樂
- 製作人：北山裕章
- 執行製作：富山省吾
- 導演：三好邦夫

### 特殊技術
- 特技導演：川北紘一
- 特技攝影：江口憲一、大根田俊光
- 操演：上松盛明
- 造型：小林知己、若狹新一
- 特技助理導演：鈴木健二
- 達加拉演員：吉田瑞穗

## 片尾曲
- NOW AND FOREVER - Folder 口袋小孩

## 達哥拉
達哥拉（日文：ダガーラ）是魔斯拉系列電影中出現的一隻怪獸。達哥拉的第一次出場是1997年的《魔斯拉2 海底大決戰》。

## 登場電影
1. 《魔斯拉2 海底大決戰》（1997年）

## 達哥拉資料
- 全長:73m
- 翼長:36m
- 體重:1萬7000噸
- 飛行速度:10馬赫
- 水中速度:150節
- 登場電影:《魔斯拉2 海底大決戰》

1. ↑  1998年配給収入10億円以上番組 （页面存档备份，存于）   日本映画製作者連盟